# Ói Kacušika
Ói Kacušika (japonsky 葛飾 応為, Kacušika Ói, vlastním jménem Ei, asi 1800–1866) byla japonská malířka žánru ukijo-e období Edo, učednice a dcera Hokusaie Kacušiky.

## Biografie
Narodila se okolo roku 1800. Její matka Kotome byla druhou manželkou umělce Hokusaie, který měl syna a dvě dcery z prvního manželství. Není známo zdali se s první manželkou rozvedl nebo ovdověl. S Kotome měl dalšího syna a snad i další dceru.
Během období Edo nebylo pro ženy obvyklé se umělecky prosadit. Ói pomáhala, stejně jako její sourozenci, otci v jeho studiu jako učednice. Učila se také u malíře a tiskaře Cucumiho Torina III. (1789–1830), v jehož dílně se seznámila s jeho žákem Minamizawou Tomeiem, kterého si v roce 1824 vzala za muže. Jejich manželství vydrželo pouze tři roky a traduje se, že důvodem k rozvodu byla její kritika až posměch směrem k Tomeiovým uměleckým dovednostem. Ói se vrátila k rodičům a začala opět pomáhat otci ve studiu. Její matka v roce 1828 zemřela a Ói se začala starat i o otce, kterému v té době bylo téměř sedmdesát. Oba se naplno věnovali umění a jejich domácnost byla zanedbávaná. Ói se již znovu nevdala a spolupracovala s otcem až do jeho smrti. Byla uznávanou malířkou nejen pro svůj původ, proslula především výjevy krásných žen, v nichž podle jeho vlastních slov Hokusaie předčila. Pochvalně se o ní vyjádřil také malíř Eisen Keisai (1790–1848). Kromě malování, ilustrování a kaligrafie se věnovala také výrobě panenek. Okolnosti její smrti nejsou známé, zemřela patrně v druhé polovině 60. let 19. století.

## Odkaz
Jejím životem byla inspirovaná manga Sarusuberi, kterou v letech 1983–1987 vydávala Hinako Sugiura (1958–2005) a která byla v roce 2015 zfilmována animačním studiem Production I.G s podtitulem Miss Hokusai. Dalšími díly o jejím životě jsou romány Katherine Govierové (* 1948) The Ghost Brush z roku 2010 a Kurara Makate Asaiové (* 1959) z roku 2016, podle kterého byl v roce 2017 natočen televizní film s Aoi Mijazakiovou (* 1985) v hlavní roli.

## Galerie

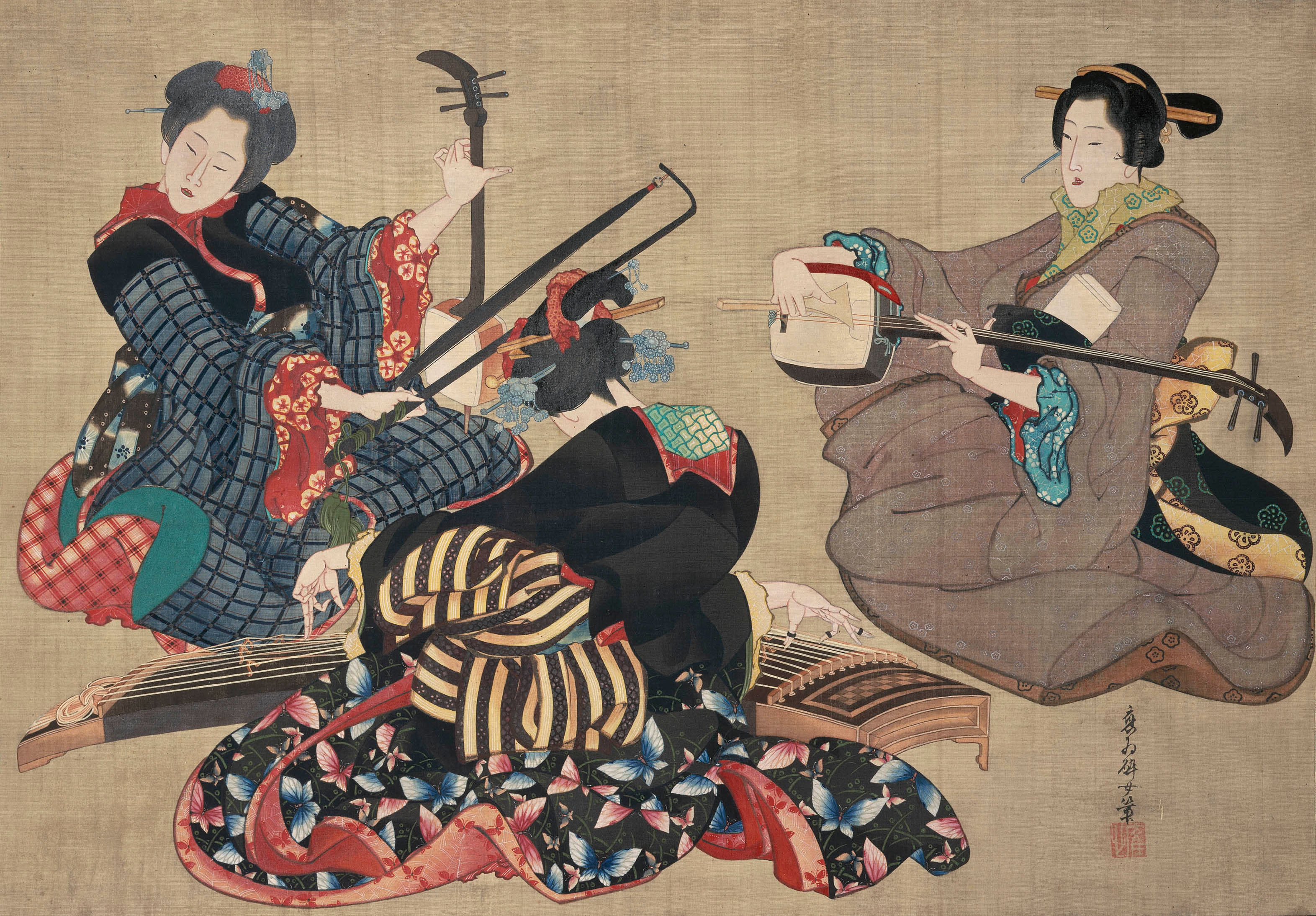
Ženy hrající na kokjú, koto a šamisen, malba na hedvábí, před 1844
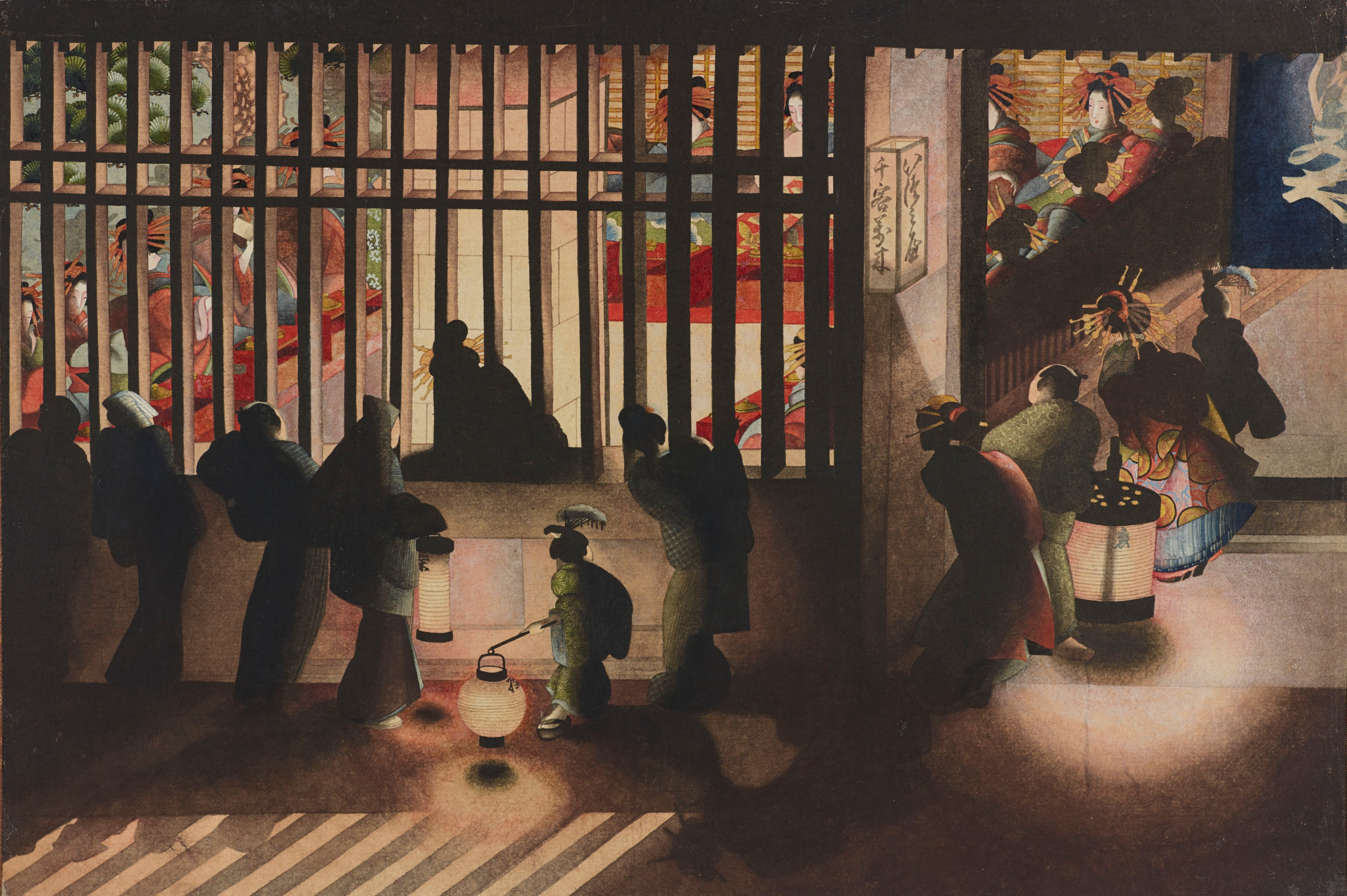
Noční scéna v Jošiwaře, světlo a stíny ovlivněné západním uměním, inkoust a barvy na papíře, 50. léta 19. století
Kuan Jü během operace ruky, 40. léta 19. století
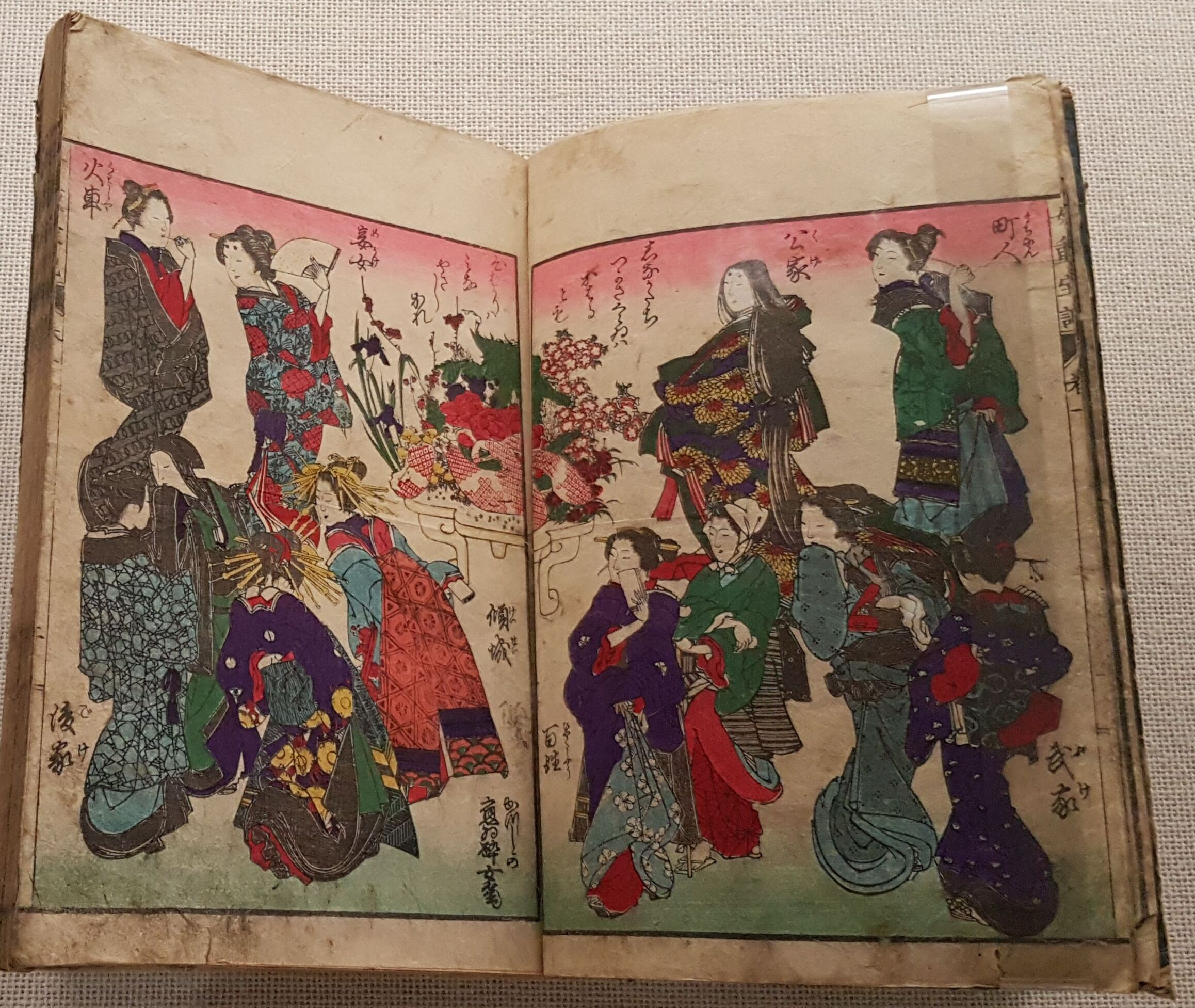
Ilustrace z učebnice o ženské etiketě, vyšlo 1847